# Franz Backofen

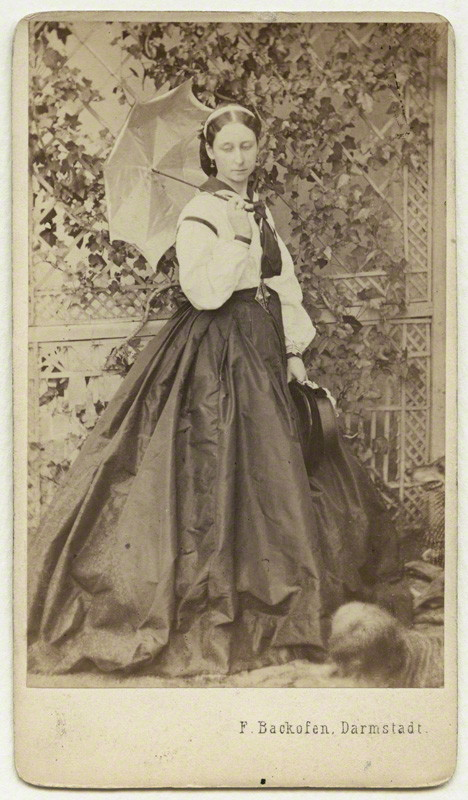
Prinzessin Alice, Großherzogin von Hessen, CdV um 1865

Franz Bernhard Ludwig Backofen (* 5. Juli 1806 in Gotha; † 27. März 1881 in Darmstadt) war ein deutscher Hofmaler, Fotograf, Hofmusikus.

## Leben
Franz Backofen war der Sohn des Musikers und Komponisten Heinrich Backofen und Barbara Johanna geborene Büchner (1777–1818). Franz Backofen nahm am 25. April 1825 das Studium der Malerei an der Königlichen Akademie der Künste in München auf. Nach dem Studium war er in Darmstadt als Porträtmaler, später auch als Fotograf tätig. Er ist als Musiker am Darmstädter Hof von Großherzog Ludwig III. von Hessen und bei Rhein von 1841 nicht durchgehend bis 1864 nachweisbar.
1852 eröffnete er ein Geschäft und 1856 ein fotografisches Atelier. 1863 gab er als Hofporträtist und Hofmusiker die Sandstraße in Darmstadt als Adresse an. Gemeinsam mit Sohn Carl eröffnete er 1875 ein Atelier in der Riedeselstraße.
Er heiratete am 21. April 1834 Caroline Margarethe Luise Lindt (1815–1873). Das Ehepaar hatte drei Töchter: Anna (1836–1914), Josephine (1842–1935) und Hennriette Johanne (* 1839) sowie zwei Söhne: Carl (1853–1909) und Gustav Adolph Franz (1853–1909). Josephine Backofen war mit Jacob Volhard verheiratet; unter ihren Urenkeln sind die Trägerin des Nobelpreises für Physiologie oder Medizin Christiane Nüsslein-Volhard und der Träger des Nobelpreises für Chemie Benjamin List.

## Werk
- Die Kunstsammlung der britischen Königsfamilie (Royal Collection) besitzt über dreißig Fotografien Backofens, überwiegend von Mitgliedern der großherzoglichen Familie Hessen-Darmstadt.
- Eines der frühen Werke Backofens aus dem Jahr 1826 ist das Porträt eines männlichen Rückenakts (Zeichnung auf Papier, gestellt), stehend und rechtsblickend. Es ist im Hessischen Landesmuseum in Darmstadt im Original verwahrt.[5][6]
- In der Sakristei der Laurentiuskirche (Seeheim) befindet sich ein von Backofen gemaltes Porträt des Pfarrers August Huth.[7]